# Bill & Teds galna mardrömsresa
Bill & Teds galna mardrömsresa (originaltitel: Bill & Ted's Bogus Journey) är en amerikansk komedifilm från 1991.

## Handling
I en obestämd framtid bestämmer den ondskefulle De Nomolos (Joss Ackland) sig för att göra sig kvitt Bill (Alex Winter) och Ted Keanu Reeves) genom att skapa två robotar och skicka dem tillbaka i tiden. Robotarna, som på ytan är identiska med Bill och Ted, får uppdraget att döda Bill och Ted för att därefter sabotera deras förhållande och begynnande karriär som musiker och på så sätt ändra framtiden.

## Om filmen
Bill & Teds galna mardrömsresa är en uppföljare till Bill & Teds galna äventyr från 1989. Filmen regisserades av Peter Hewitt och precis som i fallet med originalfilmen skrev Chris Matheson och Ed Solomon manuset.

## Rollista (urval)
| Keanu Reeves      | – Ted "Theodore" Logan   |
| Alex Winter       | – Bill S. Preston/farmor |
| William Sadler    | – Liemannen              |
| Joss Ackland      | – De Nomolos             |
| Pam Grier         | – Ms. Wardroe            |
| George Carlin     | – Rufus                  |
| Amy Stock-Poynton | – Missy                  |
| Jim Martin        | – Sir James Martin       |
| Hal Landon, jr.   | – kapten Logan           |
| Annette Azcuy     | – Elizabeth              |
| Sarah Trigger     | – Joanna                 |
| Chelcie Ross      | – överste Oats           |